# Eissportzentrum Westfalen
Die Eissportzentrum Westfalen ist ein Eisstadion an der Strobelallee in Dortmund. Das Eissportzentrum wird von dem Eishockeyverein Eisadler Dortmund, sowie von dem Eiskunstlaufverein ERC Westfalen Kunstlauf genutzt. Das Stadion bietet Platz für 5.000 Zuschauer, davon 3.998 Steh- und 1.002 Sitzplätze.

## Geschichte
Das Stadion wurde im Jahre 1952 erbaut und im Zuge einer Erweiterung 1992 komplett saniert. Die Zuschauerkapazität wurde damals auf rund 5.000 hinaufgesetzt. Insgesamt stehen somit 3.600 m² Eisfläche auf zwei Bahnen zur Verfügung. Seitdem wurden allerdings nur kleinere Maßnahmen vollzogen die lediglich die gröbsten Mängel beseitigten.
Die Eishockeyvereine ERC Westfalen Dortmund, später der EHC Dortmund waren Ankermieter und trugen hier ihre Heimspiele aus. Der EHC hatte Anfang der 10er-Jahren, bedingt durch seinen sportlichen, wie finanziellen Aufschwung unter anderem das im Stadion vorhandene Restaurant übernommen, es saniert und in den Namen „Elchschänke“ umbenannt. Des Weiteren wurden die Wände in die Farben des aktuellen Sponsors gestrichen. Zur Spielzeit 2008/09 hat die Westfalenhallen Dortmund GmbH die Deckenkonstruktion restauriert und die Gitter-, durch eine Glasbande ersetzt.
Im Jahr 2011 veräußerte die Westfalenhallen Dortmund GmbH das Stadion an die Stadt Dortmund. Seitdem trägt es nicht mehr den vorherigen Namen "Eissportzentrum Westfalenhallen Dortmund", sondern "Eissportzentrum Westfalen".
Seit der Saison 2013/14 ist nach dem Konkurs des EHC Dortmund der neue Club Eisadler Dortmund der Hauptnutzer des Eisstadions.
Darüber hinaus ist das Eissportzentrum Westfalen ein Bundesstützpunkt und Landesleistungszentrum für Eiskunstlaufen und Eistanzen, sowie eine Trainingsstätte für den nationalen und internationalen Leistungssport. Bei Welt- und Europameisterschaften wird das Stadion als Trainingsstätte von den Teilnehmern genutzt.

## Charakteristika des Stadions
Der östliche Eisflächenbereich des Eissportzentrums, in unmittelbarer Nachbarschaft des Westfalenhallen Komplexes, gehört vor allem durch seine Glas-Stahl Konstruktion und seiner umfangreichen Ausstattung zu den modernsten Bundesstützpunkten/Landesleistungszentren in Deutschland und ist knapp 11 Monate im Jahr im Betrieb. Die Konstruktion orientiert sich im Wesentlichen an der Westfalenhalle 1. Die Anlage ist niveaugleich mit der westlich gelegenen Eisfläche des Stadionbereiches verbunden.
Das Eisstadion erhielt 1972 eine Überdachung und ist im nördlichen und östlichen Bereich weiter offen und somit eins der letzten klassischen Eisstadien in Deutschland.

## Zustand des Stadions
Während der Saison 2009/10 kritisierte der Chef-Trainer und Sportmanager des EHC Dortmund, Frank Gentges, mehrfach den Zustand des Eisstadions. So sprach er in einem Zeitungsinterview mit dem örtlichen Printmedium Ruhr Nachrichten unter anderen den schlechten Zustand der Mannschaftskabinen an.

„Ich habe damals unter der Voraussetzung in Dortmund zugesagt, dass ich die gleichen sportlichen Rahmenbedingungen habe wie die anderen Mannschaften der Liga. Aber wir sitzen mit 25 Leuten in einer Kabine, die nur für 18 gedacht ist“

## Galerie

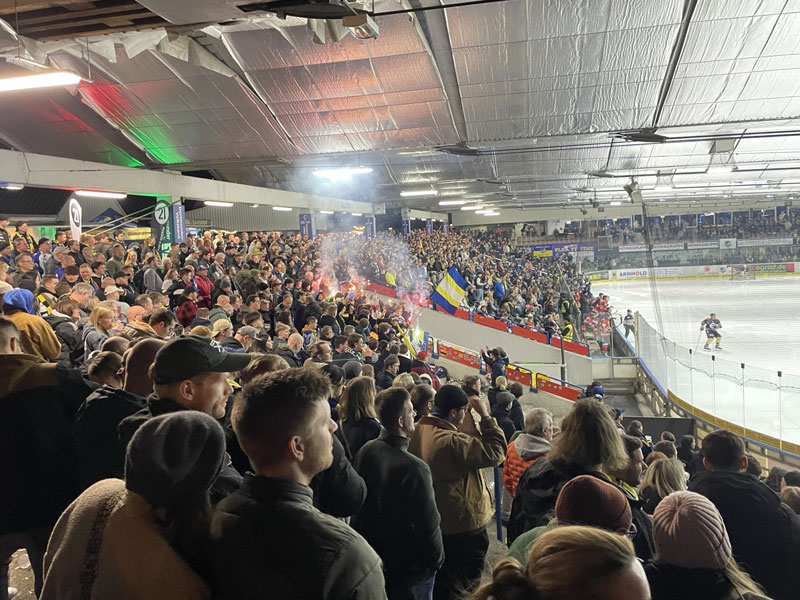
Osttribüne des Eisstadions in Dortmund

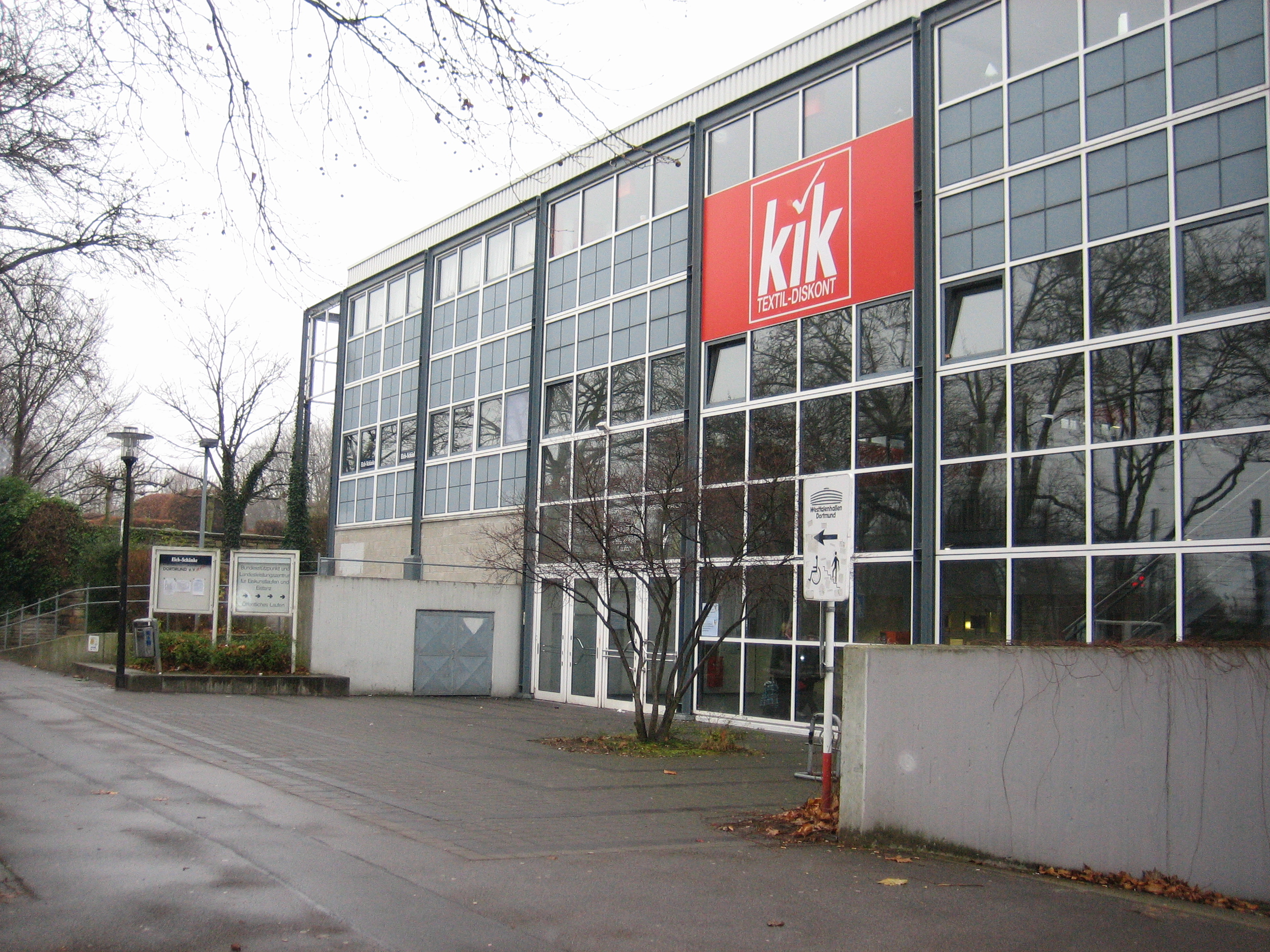
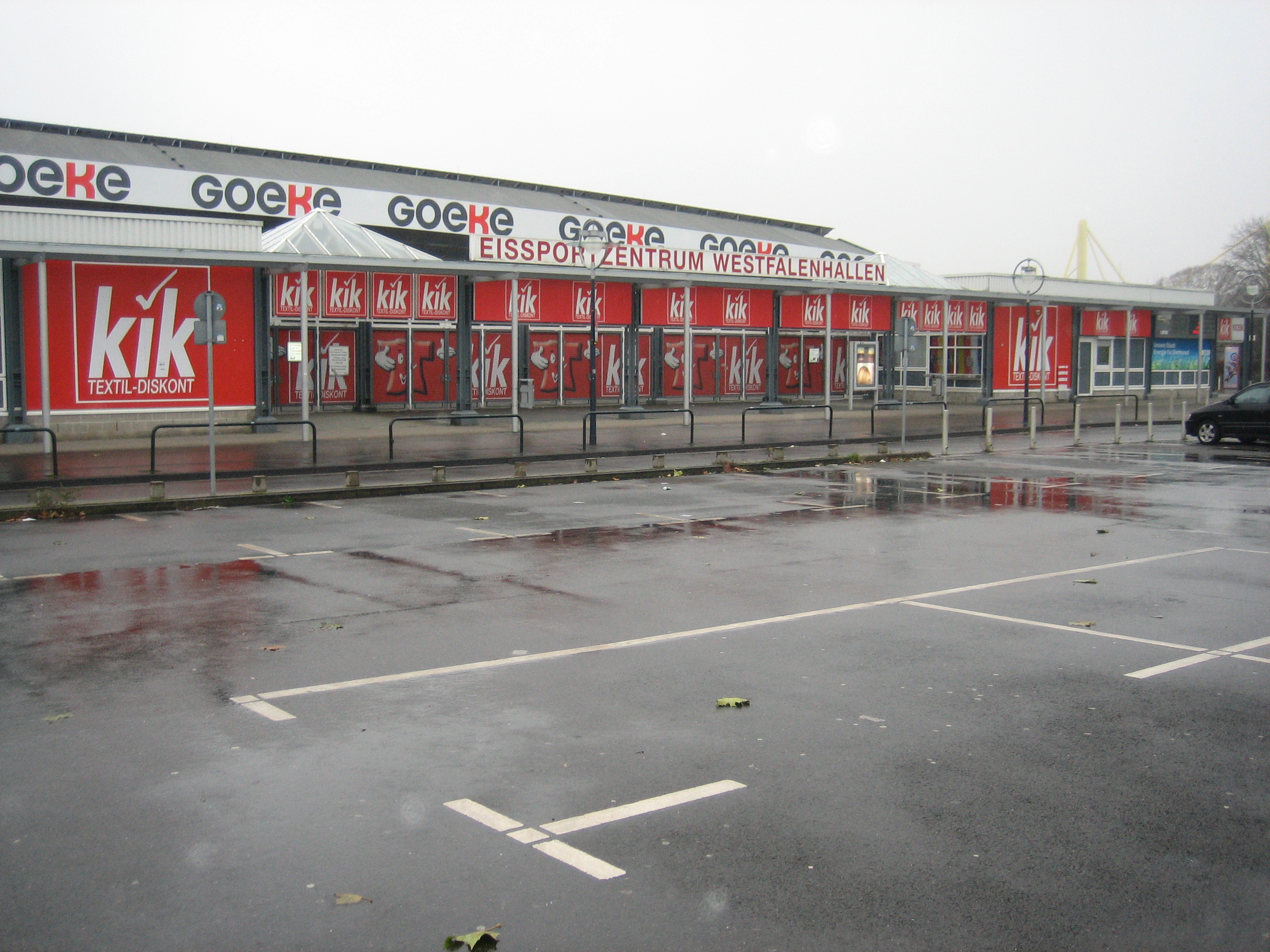
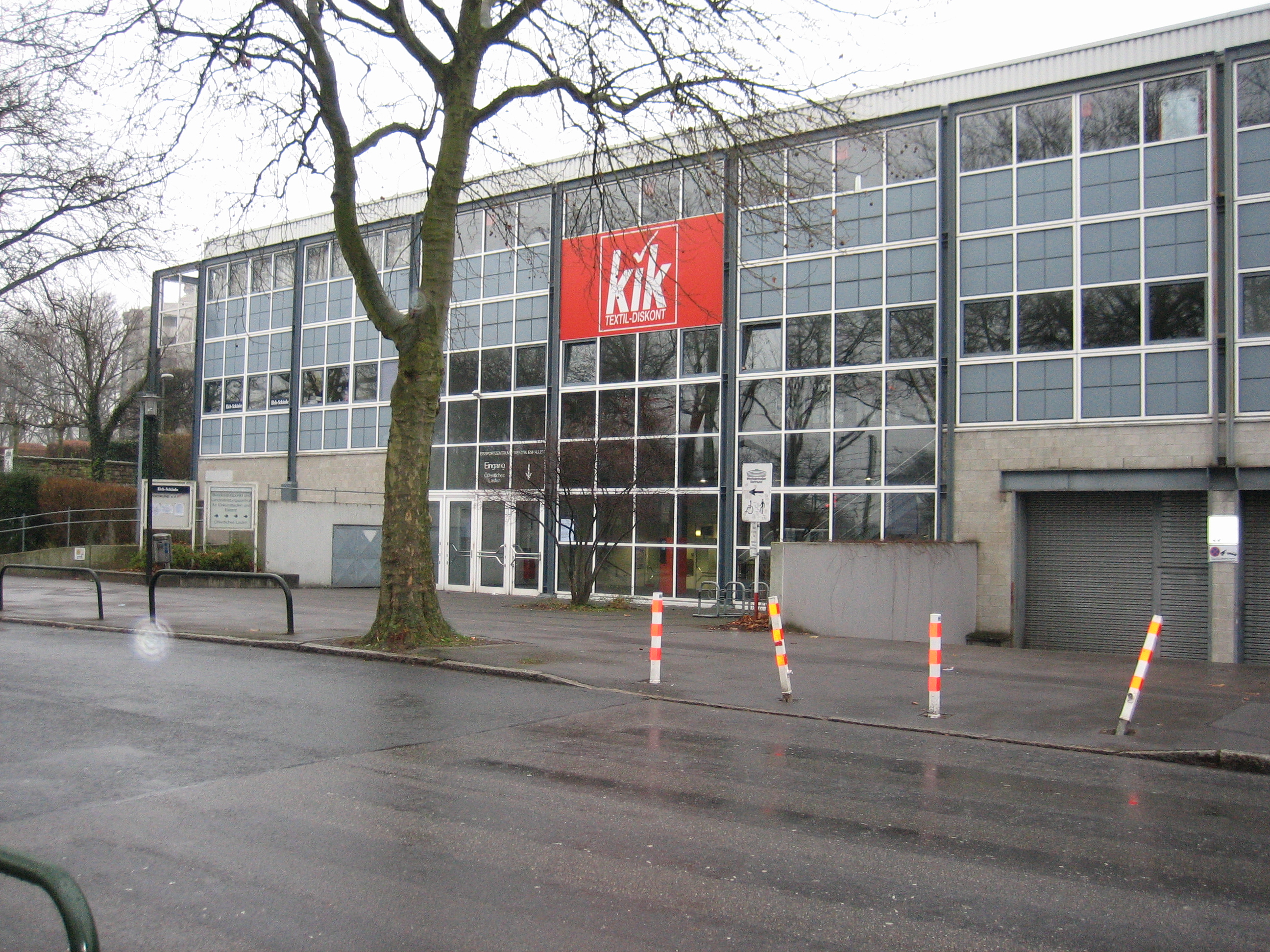
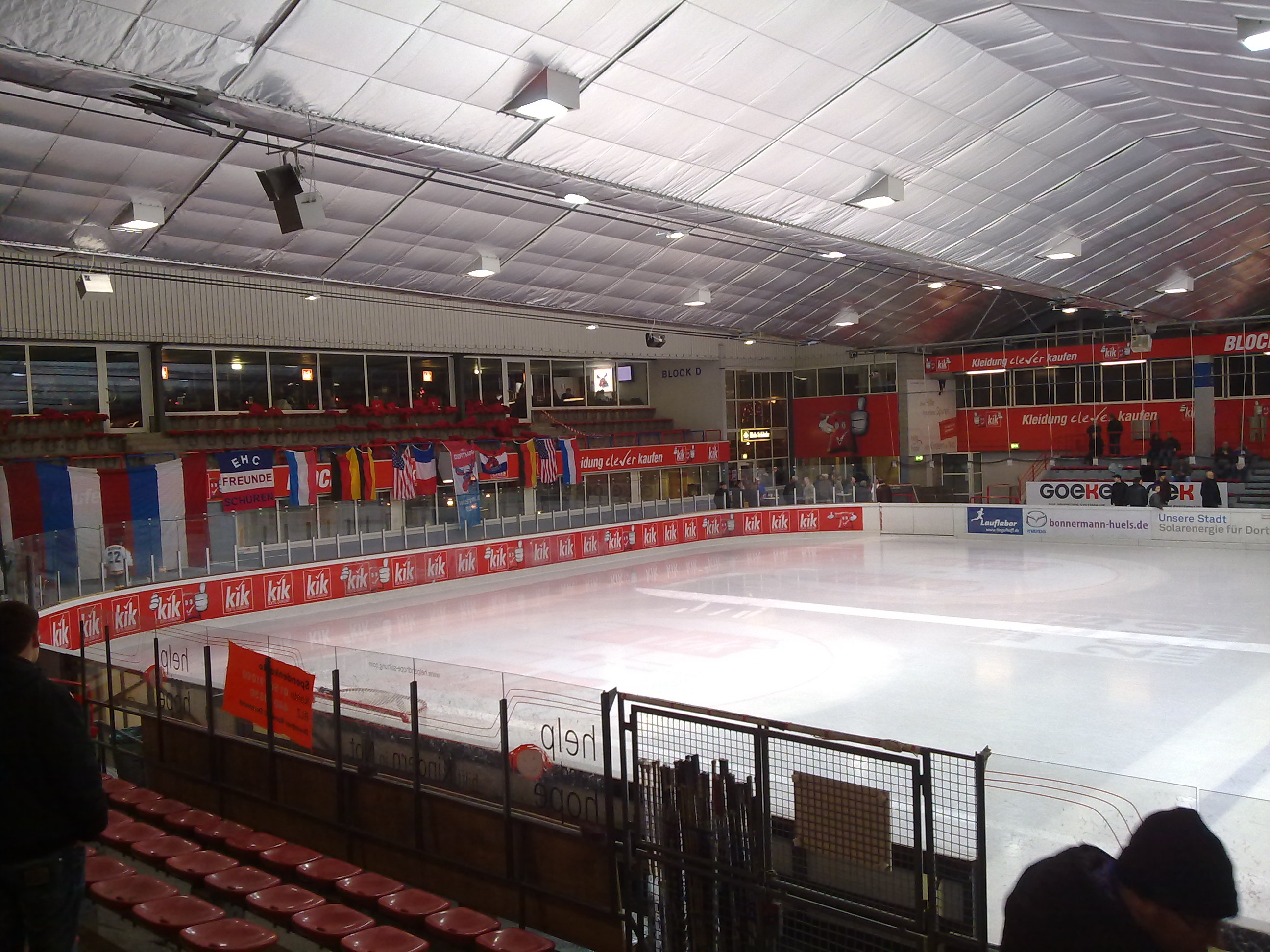